# Rob Gee
Pour les articles homonymes, voir DJ Rob, Gee et Gillmore.
Rob Gee, de son vrai nom Robert Gillmore, né le 26 mai 1971 dans le New Jersey, est un producteur et disc jockey de techno hardcore et gabber américain. Grâce à son parcours musical, il gagne le surnom de « The Gabber Guru ». Il participe également à de nombreux événements et festivals comme notamment Masters of Hardcore, Sensation et Thunderdome.

## Biographie

### Scène musicale
Au début des années 1990, Rob commence à jouer du hip-hop et du punk metal lorsqu'il est âgé de quinze ans et qu'il vit à New York,. Gee a déjà fait la rencontre de groupes et artistes dans la musique populaire tels que Hatebreed, System of a Down, Busta Rhymes et Afrika Bambaataa, en plus d'avoir joué avec les groupes KoRn et Slipknot, avec son meilleur ami DJ Starscream alias #0 de Slipknot,. Il découvre plus tard le hardcore et commence à composer dans ce style nouveau pour lui, sous le pseudonyme de Riot Squad, et signe chez le label 12 Gauge. Son single Ecstasy You Got What I Need, composé en 1996, gagne une popularité internationale phénoménale — il est certifié disque d'or et le clip vidéo promotionnel est classé à la première place pendant 13 semaines consécutives,. À cette même période, le single atteint la neuvième place dans les charts néerlandais et remporte ainsi les titres de « meilleur artiste, meilleur producteur et meilleure chanson de l'année » aux Thunder Awards aux Pays-Bas.
Sa recherche musicale est parfois poussée très loin, voire trop loin. Par exemple, son mix punk / hardcore lors du Thunderdome '97 - The Eastern Edition à Hengelo ne trouve pas son public, qui laisse une piste de danse quasi déserte. Aussi grâce à son parcours musical exceptionnel, il gagne le surnom de « The Gabber Guru ». En 2008, il commercialise son nouvel album intitulé Says et gagne trois étoiles sur cinq par Jo-Ann Greene du site AllMusic; selon Chris Beatie du groupe Hatebreed, « Rob Gee a toujours cherché à innover dans la scène musicale et prouve encore une fois ce qu'il est. C'est comme à la fois boire du café et se taper la tête contre un mur! Qu'est-ce qui pourra bien se passer ensuite ? » Dans l'ensemble, selon Shavo Odadjian du groupe System Of A Down, « Rob Gee a innové le son et le mouvement hardcore/gabber haut la main. »

### Incident
Lors du Sensation Black le 8 juillet 2006, Rob Gee est pris dans un incident. Une apparition controversée des membres de Slipknot et de Biohazard lors d'une session mix à Sensation Black s'est terminée en bagarre. Comme le rapporte le journal néerlandais De Telegraaf, des fans de techno huaient le DJ avant même que la session ne commence. Aux environs de 2 h du matin, Gee commence un set heavy metal avec son groupe au lieu d’un mix gabber des années 1990 prévu, avant qu'un visiteur ne monte sur la scène pour arrêter le massacre, voulant, comme tout le public, un retour à la programmation prévu, c'est-à-dire du son hardcore/gabber. Rob Gee se sentant menacé se défend à coups de poing face à l'individu. Un jour plus tard, Gee explique que « le mec courait vers moi et commençait à m'attaquer. J'ai immédiatement repensé à mon ami, un ancien guitariste du groupe Pantera, Dimebag Darrel, qui s'était fait tuer sur scène. » Les membres de son groupe réagissent immédiatement, en frappant à leur tour l'agresseur. Le concert est alors stoppé par les organisateurs d'ID&T.

## Discographie

### Albums studio
- 1997 : Rob Gee and The Natas - Cow Tipping (ID&T)
- 2009 : The Great American Melting (Adam World Wide)

### EP et singles
- 1994 : Riot In N.Y. (avec Charly Lownoise, Mental Theo, et Repete)
- 1994 : Spontaneous Combustion (avec Lenny Dee)
- 1994 : Reservoir Dogs "Live In NYC" (The Dentist's Boscaland Mixes) (Boscaland Recordings)
- 1994 : Gabber Up Your Ass (Industrial Strength Records)
- 1995 : Geeviz and Buzzhead (Ruff Beats Records)
- 1995 : If Your Soft Get Lost! (12 Gauge Records)
- 1995 : Steel Wheel
- 1996 : Punk, Funk and Live E.P. (Hellsound Records)
- 1996 : Sex, Drugs and Gabba House (et Ralph Gee) (Mokum Records)
- 1996 : Masters of Hardcore (avec Bass-D and King Matthew et JDA)
- 1997 : Fight For Your Right (ID&T)
- 1998 : Two The Hard Way (D-Boy Black Label)
- 1998 : Praying Mantis Power Edition Vol. 1 (avec Da Grimreaper et DJ Delirium) (Praying Mantis Productions)
- 1999 : Jersey Guido (Adam Recordings)
- 1999 : Na Na (Adam Recordings)
- 2000 : U-Want-Some-X (Adam Recordings)
- 2001 : Gabber is the Sport (H2OH Recordings)
- 2003 : Na Na / Fuck Osama Bin Laden (Adam Recordings)
- 2003 : D.F.T.C. (Down For The Core) (Adam Recordings)
- 2004 : Riot in New York (Nitrous Oxide Records)
- 2006 : Adrenalize (Adam World Wide)
- 2006 : The Breaks
- 2013 : Have You Ever Been Mellow (avec Party Animals)
- 2015 : Music is the Drug E.P. (avec The BeatKrusher)

### Compilations
- 2007 : Natas Productions (Adam World Wide, Rock Ridge Music)
- 2009 : Says......